# Osoyoos (jezero)
Osoyoos Lake je jezero, které se nachází v americkém státě Washington a v kanadské provincii Britská Kolumbie. Jeho jméno je odvozené ze slova suius, které v jazyce Okanoganů znamená zúžení vod.
Na břehu jezera se nachází města Osoyoos a Oroville. Nadmořská výška jezera se pohybuje mezi 278 a 277 metry nad mořem. Průměrný výtok do řeky Okanogan za posledních dvaašedesát let činil 19 m³/s, zatímco maximum bylo naměřeno v roce 2004 a činilo 38 m³/s. Na pobřeží jezera se také nachází státní park.

## Mezinárodní význam
Jezero a řeka Okanogan, na které leží, patří do mezinárodní dohody o sdílení vody, kterou řídí Mezinárodní komise jako část povodí řeky Columbie. Organizace, které komisi kontrolují, jsou Environment Canada, Ministerstvo vodstva Britské Kolumbie, Ochrana vzduchového prostoru, Sbor techniků armády Spojených států amerických, USGS a několik soukromých poradců.